# Novi Sad Dukes
I Novi Sad Dukes sono stati una squadra di football americano di Novi Sad, in Serbia; fondati nel 2002, hanno vinto un campionato nazionale, un titolo CEFL e una CEFL Cup.
Il 15 gennaio 2018 hanno annunciato che non avrebbero preso parte alla stagione 2018 del campionato serbo.

## Dettaglio stagioni

### Tornei nazionali

#### Campionato

##### Superliga/Prva Liga
| Stagione | regular season | regular season | regular season | regular season | regular season | regular season | playoff | playoff | playoff | playoff | playoff | playoff      | playoff               |
|          | Vin            | Par            | Per            | Tot            | PF             | PS             | Vin     | Per     | Tot     | PF      | PS      | risultato    | avversaria            |
| -------- | -------------- | -------------- | -------------- | -------------- | -------------- | -------------- | ------- | ------- | ------- | ------- | ------- | ------------ | --------------------- |
| 2011     | 3              | 0              | 4              | 7              | 103            | 133            | -       | -       | -       | -       | -       | -            | -                     |
| 2012     | 2              | 0              | 5              | 7              | 146            | 213            | -       | -       | -       | -       | -       | -            | -                     |
| 2013     | 6              | 0              | 1              | 7              | 221            | 121            | 0       | 1       | 1       | 6       | 29      | Semifinale   | Kragujevac Wild Boars |
| 2014     | 6              | 0              | 1              | 7              | 274            | 102            | 0       | 1       | 1       | 21      | 26      | Semifinale   | Kragujevac Wild Boars |
| 2015     | 7              | 0              | 0              | 7              | 274            | 89             | 2       | 0       | 2       | 46      | 37      | Campioni     | Beograd Vukovi        |
| 2016     | 5              | 0              | 2              | 7              | 259            | 100            | 0       | 1       | 1       | 13      | 33      | Semifinale   | Kragujevac Wild Boars |
| 2017     | 5              | 0              | 2              | 7              | 234            | 82             | 2       | 1       | 3       | 89      | 31      | Serbian Bowl | Kragujevac Wild Boars |
| Totale   | 34             | 0              | 15             | 49             | 1511           | 840            | 4       | 4       | 8       | 175     | 156     |              |                       |

Fonti: Enciclopedia del Football - A cura di Roberto Mezzetti

### Tornei internazionali

#### IFAF Europe Champions League
| Stagione | regular season | regular season | regular season | regular season | regular season | regular season | playoff | playoff | playoff | playoff | playoff | playoff   | playoff    |
|          | Vin            | Par            | Per            | Tot            | PF             | PS             | Vin     | Per     | Tot     | PF      | PS      | risultato | avversaria |
| -------- | -------------- | -------------- | -------------- | -------------- | -------------- | -------------- | ------- | ------- | ------- | ------- | ------- | --------- | ---------- |
| 2016     | 0              | 0              | 2              | 2              | 8              | 15             | -       | -       | -       | -       | -       | -         | -          |
| Totale   | 0              | 0              | 2              | 2              | 8              | 15             | -       | -       | -       | -       | -       |           |            |

Fonti: Enciclopedia del Football - A cura di Roberto Mezzetti

#### Central European Football League
| Stagione | regular season | regular season | regular season | regular season | regular season | regular season | playoff | playoff | playoff | playoff | playoff | playoff   | playoff        |
|          | Vin            | Par            | Per            | Tot            | PF             | PS             | Vin     | Per     | Tot     | PF      | PS      | risultato | avversaria     |
| -------- | -------------- | -------------- | -------------- | -------------- | -------------- | -------------- | ------- | ------- | ------- | ------- | ------- | --------- | -------------- |
| 2015     | 2              | 0              | 1              | 3              | 85             | 52             | 2       | 0       | 2       | 60      | 23      | Campioni  | Beograd Vukovi |
| 2016     | 3              | 0              | 1              | 4              | 165            | 64             | -       | -       | -       | -       | -       | -         | -              |
| Totale   | 5              | 0              | 2              | 7              | 250            | 116            | 2       | 0       | 2       | 60      | 23      |           |                |

Fonti: Enciclopedia del Football - A cura di Roberto Mezzetti

#### CEFL Cup
| Stagione | regular season | regular season | regular season | regular season | regular season | regular season | playoff | playoff | playoff | playoff | playoff | playoff   | playoff    |
|          | Vin            | Par            | Per            | Tot            | PF             | PS             | Vin     | Per     | Tot     | PF      | PS      | risultato | avversaria |
| -------- | -------------- | -------------- | -------------- | -------------- | -------------- | -------------- | ------- | ------- | ------- | ------- | ------- | --------- | ---------- |
| 2017     | 3              | 0              | 0              | 3              | 110            | 26             | 1       | 0       | 1       | 59      | 0       | Campioni  | Alp Devils |
| Totale   | 3              | 0              | 0              | 3              | 110            | 26             | 1       | 0       | 1       | 59      | 0       |           |            |

Fonti: Enciclopedia del Football - A cura di Roberto Mezzetti

### Riepilogo fasi finali disputate
| Anno           | Luogo    | Evento         | Fase del torneo | Incontro                               | Risultato |
| 23 giugno 2013 |          | Superliga      | Semifinale      | Novi Sad Dukes - Kragujevac Wild Boars | 6 - 29    |
| 28 giugno 2014 |          | Superliga      | Semifinale      | Novi Sad Dukes - Kragujevac Wild Boars | 21 - 26   |
| 5 luglio 2015  | Novi Sad | Prva Liga/CEFL | Finale          | Novi Sad Dukes - Beograd Vukovi        | 23 - 25   |
| 25 giugno 2016 |          | Prva Liga      | Semifinale      | Kragujevac Wild Boars - Novi Sad Dukes | 33 - 13   |
| 10 giugno 2017 | Kranj    | CEFL Cup       | Finale          | Novi Sad Dukes - Alp Devils            | 59 - 0    |
| 8 luglio 2017  |          | Prva Liga      | Finale          | Kragujevac Wild Boars - Novi Sad Dukes | 24 - 16   |

## Palmarès
- 1 Campionato serbo (2015)
- 1 CEFL Bowl (2015)
- 1 CEFL Cup (2017)